# Artikel 22bis van de Belgische Grondwet
Artikel 22bis van de Belgische grondwet is de grondwettelijke basis voor kinderrechten in België. Het verplicht elke Belgische instantie het belang van het kind als eerste overweging in acht te nemen bij elke beslissing die het kind aangaat.

## Tekst
Elk kind heeft recht op eerbiediging van zijn morele, lichamelijke, geestelijke en seksuele integriteit.
Elk kind heeft het recht zijn mening te uiten in alle aangelegenheden die het aangaan; 
met die mening wordt rekening gehouden in overeenstemming met zijn leeftijd en zijn onderscheidingsvermogen.
Elk kind heeft recht op maatregelen en diensten die zijn ontwikkeling bevorderen.
Het belang van het kind is de eerste overweging bij elke beslissing die het kind aangaat.
De wet, het decreet of de in artikel 134 bedoelde regel waarborgen deze rechten van het kind.
— Artikel 22bis van de Belgische Grondwet

## Grondwettelijke verankering van kinderrechten
Dit artikel is de grondwettelijke verankering van artikel 3 van het Verdrag inzake de rechten van het kind van Verenigde Naties, dat het belang van het kind vooropstelt:

Lid 1. Bij alle maatregelen betreffende kinderen, ongeacht of deze worden genomen door openbare of particuliere instellingen voor maatschappelijk welzijn of door rechterlijke instanties, bestuurlijke autoriteiten of wetgevende lichamen, vormen de belangen van het kind de eerste overweging.
Lid 2. De Staten die partij zijn, verbinden zich ertoe het kind te verzekeren van de bescherming en de zorg die nodig zijn voor zijn of haar welzijn, rekening houdend met de rechten en plichten van zijn of haar ouders, wettige voogden of anderen die wettelijk verantwoordelijk voor het kind zijn, en nemen hiertoe alle passende wettelijke en bestuurlijke maatregelen.
Lid 3. De Staten die partij zijn, waarborgen dat de instellingen, diensten en voorzieningen die verantwoordelijk zijn voor de zorg voor of de bescherming van kinderen voldoen aan de door de bevoegde autoriteiten vastgestelde normen, met name ten aanzien van de veiligheid, de gezondheid, het aantal personeelsleden en hun geschiktheid, alsmede bevoegd toezicht.
— Artikel 3 van Verdrag inzake de rechten van het kind: "Belang van het Kind"

## Geschiedenis
De grondwettelijke verankering van kinderrechten werd gestart in 2000 met de inschrijving van het recht op integriteit van het kind.
Op 22 december 2008 werd de wet goedgekeurd waarbij het grondwetsartikel 22bis werd herzien en uitgebreid met een aantal bepalingen uit het Kinderrechtenverdrag, tegelijk de algemene beginselen van dat verdrag.